# Цзыси
Цзыси́ (кит. упр. 资溪, пиньинь Zīxī) — уезд городского округа Фучжоу провинции Цзянси (КНР).

## История
Во времена империи Мин в 1578 году был создан уезд Луси (泸溪县). В 1914 году он был переименован в Цзыси.
После образования КНР в 1949 году был создан Специальный район Фучжоу (抚州专区), и уезд вошёл в его состав. В 1952 году Специальный район Фучжоу был переименован в Специальный район Наньчэн (南城专区), но затем ему было возвращено прежнее название. В 1970 году Специальный район Фучжоу был переименован в Округ Фучжоу (抚州地区).
Постановлением Госсовета КНР от 23 июня 2000 года округ Фучжоу был преобразован в городской округ.

## Административное деление
Уезд делится на 5 посёлков и 2 волости.

## Экономика
Цзыси является крупным центром хлебопекарной промышленности. Начиная с 1980-х годов, почти 50 тыс. его жителей (из населения общей численностью около 130 тыс.) открыли пекарни более чем в 1000 городах мира. По состоянию на 2021 год выходцы из Цзыси создали около 100 брендов хлебобулочных изделий, годовой объем производства которых превышает 20 млрд юаней (3,1 млрд долл. США). 